# Louis Dufay
Louis Dufay, né le 4 janvier 1874 à Baume-les-Dames et mort le 7 mai 1936 à Besançon,, est un peintre, lépidoptériste et inventeur français du début du XXe siècle.
Pionnier de la photographie et de la cinématographie en couleurs, il inventa le dioptichrome puis le Dufaycolor (en) et enfin l'héliophore.

### Filmographie
- Édouard Hollande (réal.), Louis Dufay, la couleur et l'héliophore, Ananda Productions, 2014, 52 min.